# 天池特曲
天池特曲是新疆胡楊河市出产的一种白酒，源于1961年新疆生产建设兵团一二九团于1961年在在副业队成立的酿酒班，后数度扩建、易名。酒厂原生产散装白酒，因产品受欢迎于1965年改产瓶装白酒。1976年酒厂进行技术革新，改原手工生产为半机械化生产，开发出了浓香型白酒“天池特曲”；天池特曲乃以高粱、小麦、糯米、玉米为主，以小麦制成的中温曲和特制的高温曲为糖化发酵剂酿成；现产品包括五五和天池两个系列。